# Чернозёмненское сельское поселение
Чернозёмненское се́льское поселе́ние (укр. Чорноземненське сільське поселення, крымскотат. Яни Керлеут кой юрту) — муниципальное образование в северной части Советского района Республики Крым России.
Административный центр — село Чернозёмное.

## География
Находится в степном Крыму, у границы с Нижнегорским районом.

## Население
| 2001  | 2014  | 2015  | 2016  | 2017  | 2018  | 2019  |
| ----- | ----- | ----- | ----- | ----- | ----- | ----- |
| 3037  | ↘2427 | ↗2429 | ↗2431 | ↘2384 | ↘2377 | ↘2359 |
| 2020  | 2021  |       |       |       |       |       |
| ↘2358 | ↗2456 |       |       |       |       |       |

## Состав сельского поселения
| № | Населённый пункт | Тип населённого пункта       | Население |
| - | ---------------- | ---------------------------- | --------- |
| 1 | Чернозёмное      | село, административный центр | ↘801      |
| 2 | Алмазное         | село                         | ↘423      |
| 3 | Демьяновка       | село                         | ↘116      |
| 4 | Корнеевка        | село                         | ↘79       |
| 5 | Раздольное       | село                         | ↘1008     |

## История
В 1967 году был образован Чернозёмненский сельский совет.
Статус и границы Чернозёмненского сельского поселения установлены Законом Республики Крым от 5 июня 2014 года № 15-ЗРК «Об установлении границ муниципальных образований и статусе муниципальных образований в Республике Крым».